# Steve Naghavi
Steve Naghavi es un cantante, compositor, productor musical y líder del grupo alemán de EBM y synth pop And One, formado en 1989 después de la caída del Muro de Berlín.
Nació el 26 de mayo de 1970 en Teherán, Irán, y tiene un hermano gemelo.
Debido a los conflictos que había en Irán, en 1981 la familia Naghavi decide huir de la guerra y abandonar el país, huyendo hacia Europa con pasaportes falsificados. Se instalaron finalmente en Alemania.
Steve Naghavi creció escuchando grupos como Front 242, Depeche Mode y Nitzer Ebb, entre otros, lo que condicionaría el estilo musical que más adelante desarrollaría.

## Su trabajo con And One
Líder de And One, banda formada en 1989 por él y Chris Ruiz, quienes se conocieron en un club berlinés.
Ha escrito y dado voz a casi todas las canciones del grupo, y es el único miembro de la banda que permanece en esta desde su formación.

## Trivia
El corte de cabello de Naghavi fue inspirado en el look de David Gahan. Esto se supo gracias a la entrevista de la revista Rusa "Shout!" a lo que comentó:
"Cuando tenía 13 ó 14 años de edad, quería tener el corte de cabello de Dave Gahan. Y así me lo corté, posteriormente quise cortármelo yo mismo. Mi peluquero no lo creyó pero me lo corté yo mismo. Y fue un error. Me hice esto (tocando su cabeza) y pensé: ´mejor que se quede así´. Ahora creo que es un verdadero y original corte de cabello a lo Steve Naghavi".